# Bad Compilation Tapes
Bad Compilation Tapes, también conocida como Borderless Countries Tapes, es una compañía independiente estadounidense de música punk y hardcore fundada en 1982 por Chris Chacon y Dave W. en San Diego, California. La discográfica, con una ética declarada DIY (Hazlo tú mismo), publicó de 1981 a 1986 veintisiete compilaciones en casete en las que participaron 149 grupos de 17 países de todo el mundo. Todavía vendía cintas hasta alrededor del año 2000, aunque publicó sus dos últimas cintas de las 27 en 1986. Se la considera una de las compañías discográficas que más contribuyó a la difusión de la escena punk hardcore europea en América del Norte. Las cintas de BCT, después de 35 años, todavía se producen y distribuyen mediante la discográfica Velted Regnub. Las cintas están disponibles en la comunidad anarco-punk para su descarga gratuita.

## Historia de BCT

### 1982-1986: Bad Compilation Tapes
En 1982, BCT publicó un anuncio en la octava edición de la revista Maximumrocknroll pidiendo a los grupos de punk que enviaran sus composiciones. El anuncio fue luego reimpreso en varias revistas europeas y en los fanzines italianos TVOR y Attack Punkzine, que contribuyeron en gran medida a la internacionalización de la compañía. BCT colocó un pequeño anuncio personal en Rockerilla, la revista de música alternativa más importante de Italia en ese momento. Syd Migx, el líder de CCM (Cheetah Chrome Motherfuckers), respondió pidiéndole al italiano Roberto Schiavo, fundador de la F.O.G. (Flowers of Grain Records), que enviara cintas de bandas punk italianas a BCT, lo cual hizo. De esas cintas, la compañía hizo sus primeras cintas de compilación en italiano. La primera cinta de la etiqueta, titulada First Strike, incluía bandas de Estados Unidos como Clitboys, Future Ruins, Violation, Vatican Commandos, Mr. Epp y The Calculations (la banda de Mark Arm y Steve Turner, que más tarde se convirtió en Green River) y Eat The Rich, mientras que la segunda cinta Music On Fire presentaba bandas de la escena punk italiana como 5° Braccio, Raw Power, Indigesti, Wretched, Stazione Suicida, Crash Box y Rappresaglia. 

El logo de BCT, un personaje llamado Moe Hawk, fue dibujado en blanco y negro por Dan, el cantante de Eat the Rich, de San José, California. Craig Caron, el fundador de Schizophrenic Records, coloreó la imagen y la usó para lanzar la versión de vinilo de la cinta BCT # 18: Thrash, Therefore I Am. El logotipo se usó en el catálogo de BCT y en algunos de los anuncios. 
Las dos cintas fueron seguidas por otros lanzamientos con muchas bandas de todo el mundo: los finlandeses Rattus y Terveet Kädet, los daneses Razor Blades y Disrespect, los suecos Mob 47, Product Assar, Moderat Likvidation y Anti Cimex, los alemanes Äni (X) Väx y Kanalkotzer, los australianos Vicious Circle o los canadienses The Bill of Rights fueron solo algunos de los muchos nombres que poblaron las producciones internacionales de la etiqueta BCT.
Entre 1986 y 1987 las publicaciones también se extendieron a otros formatos bajo el nombre de BC Tapes & Records, cuyo primer lanzamiento fue una compilación en LP titulada We Can Do We We Want (Internacional Comp.), conformada por una selección de las mejores bandas de Europa y Estados Unidos de once cintas anteriores.

### 2002: Reimpresiones y nuevas publicaciones
En 2002, la discográfica volvió a editar, publicando 5 CDs y un LP de 7". BCT trabajó con un consorcio de compañías discográficas para esas revaluaciones: Enterruption, de San Francisco (California), Human Stench, de Pittsfield (Massachusetts), y Schizophrenic Records, de Hamilton (Ontario, Canadá), que hicieron dos lanzamientos cada uno en conjunto con BCT. Entre estas reimpresiones estaba Senza Tregua: Granducato Hardcore (2002), un álbum que para la nueva edición encargó su portada a Winston Smith, el autor histórico del logotipo de Dead Kennedys y otras reconocidas carátulas de discos.

## BCT Italia
En 1984, Chris Chacon reconfirmó su interés en la escena italiana, lanzando primero casetes de Raw Power titulados Studio + Live y luego las dos cintas de Last White Christmas, grabaciones del concierto de dicha banda del 4 de diciembre de 1983 en Pisa, Italia, organizado por la cooperativa punk llamada GDHC (Granducato Hardcore). En el mismo año, algunos fanzines italianos comenzaron a llamar a la discográfica Borderless Countries Tapes, un nombre que fue oficialmente adoptado y agregado al nombre original. El nombre proviene de la sugerencia de un punk italiano por correo.

### BCT y visitas de bandas italianas a Estados Unidos
Tras el lanzamiento de Raw Power, Chris Chacon organizó una gira para la banda, que también fue la primera gira de una banda italiana de punk hardcore en Estados Unidos. Durante la gira, que incluyó 20 espectáculos en 40 días, Raw Power tocó en el Olympic Auditorium de Los Ángeles con los Dead Kennedys frente a más de 5.000 personas. Fue en esos días que el sello independiente Toxic Shock Records, de Pomona (California), fue confirmada para el lanzamiento del segundo álbum de Raw Power, Screams From The Gutter, que se grabó en Indianápolis cerca del final de la gira, en el estudio de Paul Mahern (de Zero Boys) en solo un día y medio. El álbum fue lanzado en 1985 y vendió más de 40,000 copias a través de medios independientes. En el mismo período, BCT publicó Live in the USA, un casete con todas las mejores canciones grabadas en la gira (seleccionadas de entre 15 cintas de 20 conciertos).
En la novela autobiográfica de Silvio Bernelli titulada I ragazzi del Mucchio, el bajista de Declino, Negazione e Indigesti describe la gira estadounidense de este último, organizada y promovida por BCT en 1986. La discográfica, para la ocasión, también produjo el EP de vinilo de 7" The Sand Through the Green. La gira, que duró 40 días con 20 conciertos, partió de Filadelfia y terminó en San Francisco, tocando también en St. George (Utah) con la incipiente banda NOFX, que acababa de lanzar su segundo álbum.
En junio de 2020, una discográfica italiana reimprimió el concierto de Last White Christmas gracias a la concesión de los derechos de reimpresión a título gratuito por Chris Chacon de BCT.

## Algunas bandas promocionadas por BCT

### Estados Unidos
- Vatican Commandos
- White Flag
- The Accüsed
- Happy Flowers

### Canadá
- The Bill of Rights

### Italia
- Cheetah Chrome Motherfuckers
- Dements
- Wretched
- Raw Power
- Indigesti
- Not Moving
- I Refuse It!
- Nabat

### Alemania
- Äni(X)Väx
- Kanalkotzer

### Finlandia
- Kaaos
- Rattus
- Terveet Kädet

### Suecia
- Mob 47
- Moderat Likvidation
- Anti Cimex

### Dinamarca
- The Razor Blades
- Disrespect

### Brasil
- Cólera
- Inocentes
- Ratos de Porão
- Olho Seco

### Países Bajos
- Funeral Oration

### España
- MG15
- RIP
- Último Resorte
- Subterranean Kids
- Frenopaticss
- Anti/Dogmatikss

### Australia
- Vicious Circle

## Documental
- Italian Punk Hardcore: 1980-1989 Il Film - The Movie, de Angelo Bitonto, Giorgio S. Senesi y Roberto Sivilia - LoveHate80, F.O.A.D. 2015

### En inglés
- B.C.T. free download on anarco-punk community
- BCT en Discogs
- Maximumrocknroll official site
- Maximum Rocknroll, No. 12 (March 1984) LWC review by Tim Yohannan p.73
- Maximum Rocknroll, No. 14 (June 1984) Last White Christmas report p.52
- Maximum Rocknroll, No. 18 (October 1984) Chris Chacon interview pp.22-23
- Raw Power U.S. tour '84
- Alan O'Connor, popular culture and media researcher
- Área Pirata
- One World #5 - Auckland, New Zealand
- Italian Hardcore Scum Explosion! by Stuart Schrader
- BCT reviews on MMR Archivado el 22 de octubre de 2020 en Wayback Machine.

- Datos: Q97127301